# Warren Austin
Warren Robinson Austin (Highgate, 1877 – Burlington, 1962) è stato un politico statunitense.
Senatore per il Vermont dal 1931 al 1946, dal 1947 al 1953 rivestì la carica di rappresentante permanente alle Nazioni Unite.